# 哈尔滨交通
哈尔滨是中国东北重要的交通枢纽，是通往欧洲的桥梁。20世纪初，哈尔滨正是因为中东铁路的修建而迅速发展。

## 铁路
根据《中俄密约》，东清铁路从1897年8月动土兴建，以哈尔滨为中心，分东、西、南部三线，即如今的滨绥铁路、滨洲铁路和京哈铁路。中华人民共和国成立后收回中东铁路的管理权，并成立哈尔滨铁路局，这是中国历史上第一个铁路局。

### 货运

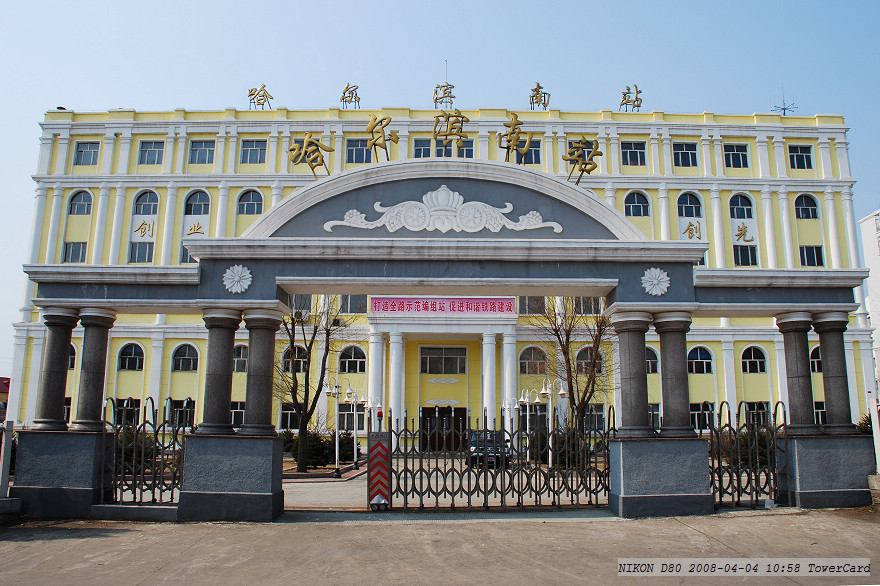
哈尔滨南站行政楼

哈尔滨南站是中国15个路网性编组站之一，哈尔滨站是中国三大现代化编组站之一，17个区域性编组站之一，第三个编组站王岗编组站也即将建成。哈尔滨集装箱中心站位于哈枢纽内新香坊站南侧，承担着大量的集装箱及特货快运运输任务，新香坊站是全国18个集装箱中心站之一，为哈尔滨市的内陆港之一。
货运系统的布局：“一编三货一中心”。“一编”是哈尔滨南站。“三货”是滨江站、王岗站和新香坊站三个货运站。“一中心”是建设新的物流中心。

### 客运

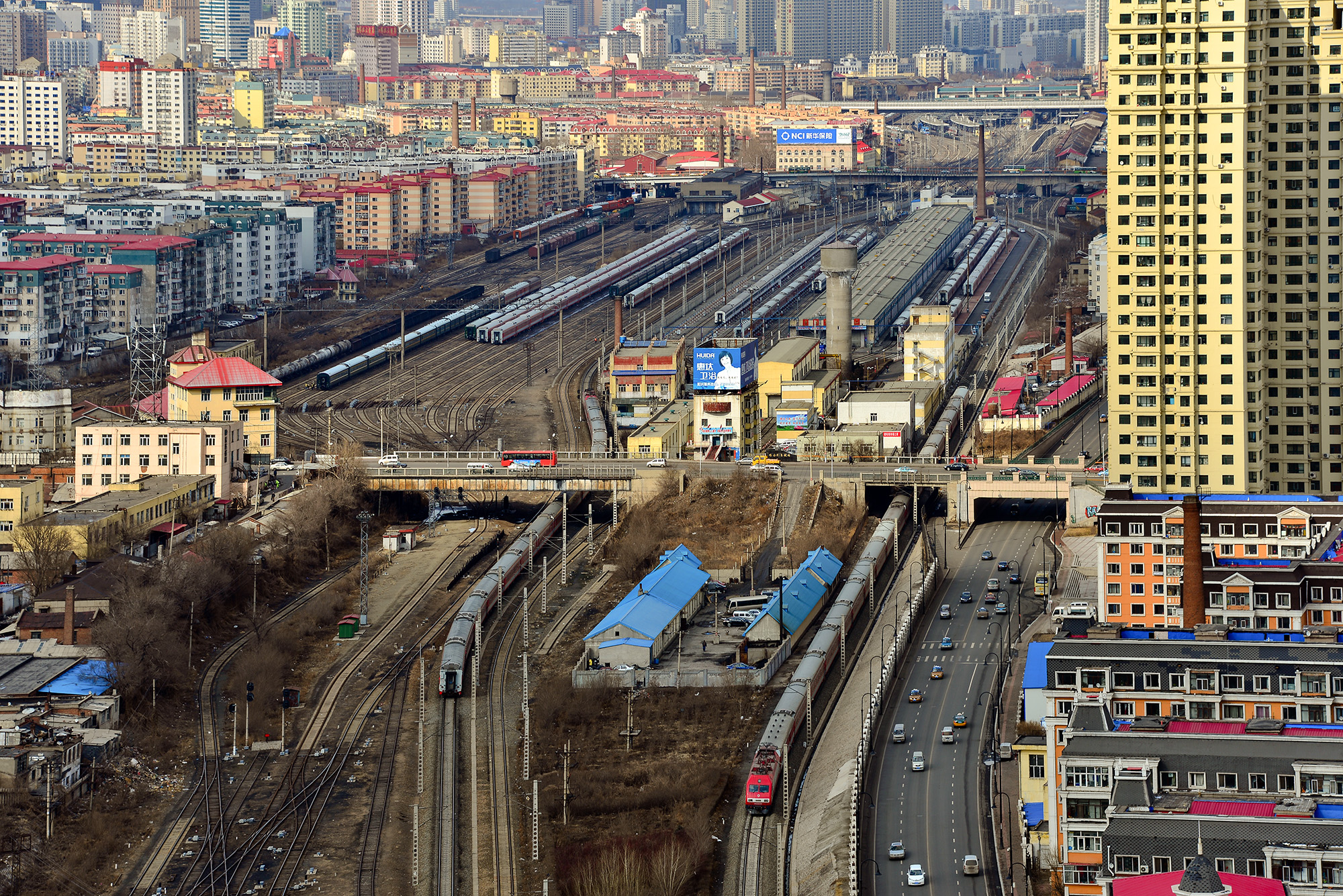
K976次和K39次列车经过哈尔滨车辆段，远处为哈尔滨站

哈尔滨城区内铁路密度居全国第一位。哈尔滨市域内铁路均为复线。两条高速铁路客运专线——哈大客运专线和哈齐客运专线也分别于2012年和2015年开通运营。。设计时速200km/h的哈佳新线（位于松花江以南）也已于2014年6月30日全线开工，预计2018年建成通车。2014年2月，哈牡客运专线项目得到中国国家发展和改革委员会的批准，该线路已于2014年12月15日启动建设
此外规划建设哈吉城际铁路（经五常市至吉林市）、哈北铁路（经明水县至北安市），形成九条铁路干线，逐步形成“客内货外”、“两主两辅”，环状、放射型的大铁路格局。“客内货外”，就是客流主要集中在环状线内，货车在环状线外，以减少噪声和其他污染。“两主”指哈尔滨站和哈尔滨西站。“两辅”指哈尔滨东站和哈尔滨北站。
- 哈尔滨站位于哈尔滨市中心，连接南岗和道里两大中心城区。该站始建于1899年，曾用名“松花江站”。目前哈尔滨站主要负责哈尔滨市大部分普速列车的始发、终到、通过作业。旅客可在哈站乘坐直通列车前往北京、上海、天津、重庆、广州东、海口、成都、大连、青岛、济南、武昌、汉口、郑州、杭州等全国大部分主要车站，也可以乘管内列车前往齐齐哈尔、牡丹江、佳木斯、海拉尔等地。
- 哈尔滨西站是哈大高铁的始发站，2012年正式通车[9]，目前主要负责哈尔滨所有高铁、动车的始发终到作业。2014年6月20日，哈西普速场上行线转线顺利开通，哈尔滨西客站至哈尔滨站通道被正式打通，哈尔滨西站承接南部线、西部线部分普速列车的始发终到作业，也为配合哈尔滨站改造工程起到分流作用[10]。

- 哈尔滨东站原名三棵树站，现主要有管内通往牡丹江、北安、满洲里、加格达奇等方向的旅客列车，也有通往省外丹东、赤峰等地的列车。旅客在此站可与地铁1号线实现零距离换乘。
- 哈尔滨北站已于2015年和哈齐客专同步开通使用。根据规划即将建设的地铁2号线在哈北站设站点，从该站下车的乘客可直接乘地铁，沿经纬街、通江街、兆麟街直达哈尔滨火车站。

### 线路
| 线路名称     | 始发站     | 终到站       | 类别     | 速度等级 |
| ------------ | ---------- | ------------ | -------- | -------- |
| 京哈铁路     | 哈尔滨站   | 北京站       | 既有线   |          |
| 滨洲铁路     | 哈尔滨站   | 满洲里站     | 既有线   |          |
| 滨绥铁路     | 哈尔滨站   | 绥芬河站     | 既有线   |          |
| 滨北铁路     | 哈尔滨东站 | 北安站       | 既有线   |          |
| 拉滨铁路     | 滨江站     | 拉法站       | 既有线   |          |
| 哈大客运专线 | 哈尔滨站   | 大连站       | 客运专线 | 350      |
| 哈齐客运专线 | 哈尔滨站   | 齐齐哈尔南站 | 客运专线 | 300      |
| 哈牡城际铁路 | 哈尔滨站   |              | 城际铁路 | 300      |
| 哈佳城际铁路 | 哈尔滨站   | 佳木斯东站   | 城际铁路 | 300      |
| 哈吉城际铁路 |            |              | 城际铁路 |          |

### 火车站

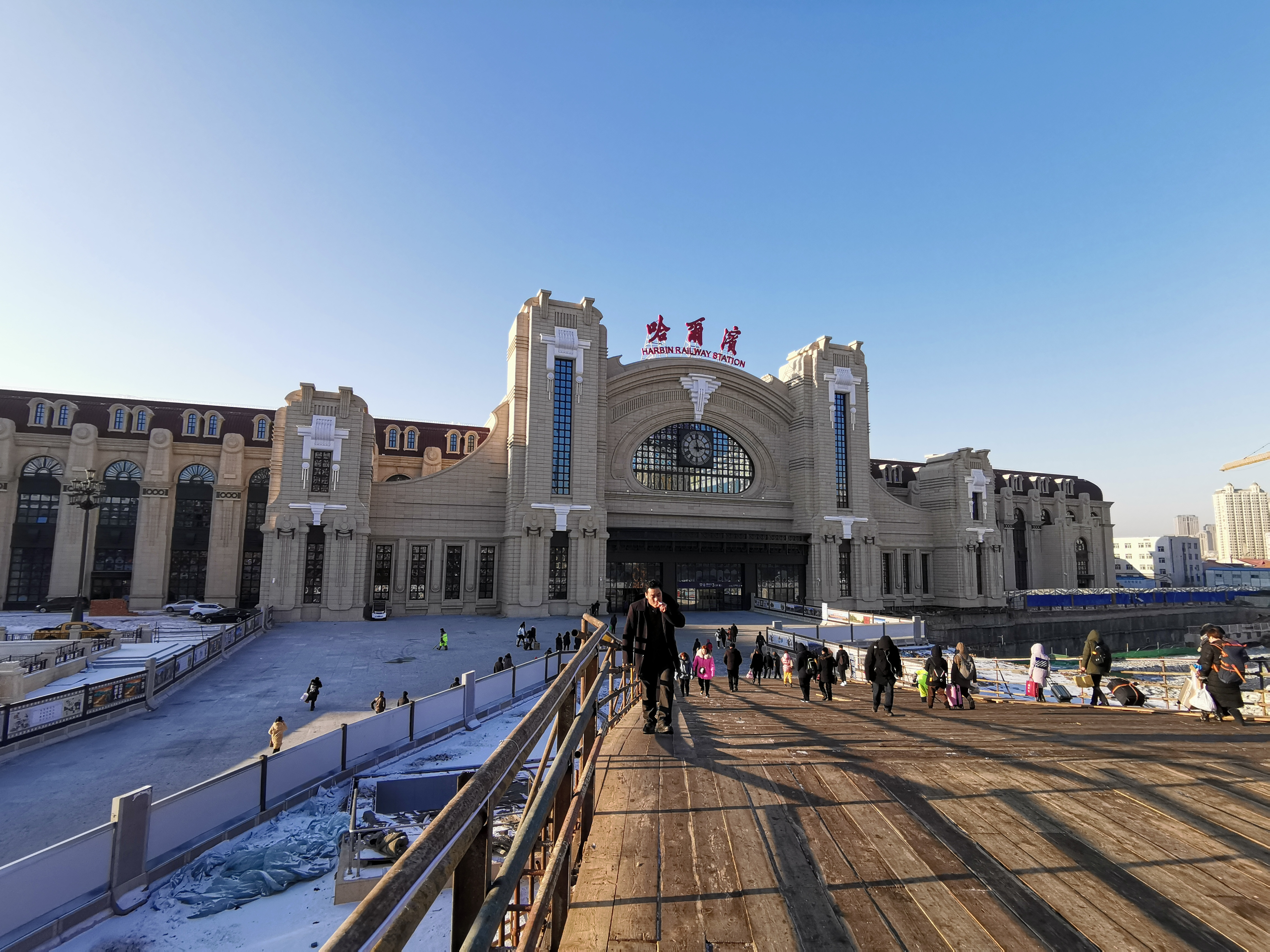
哈尔滨火车站

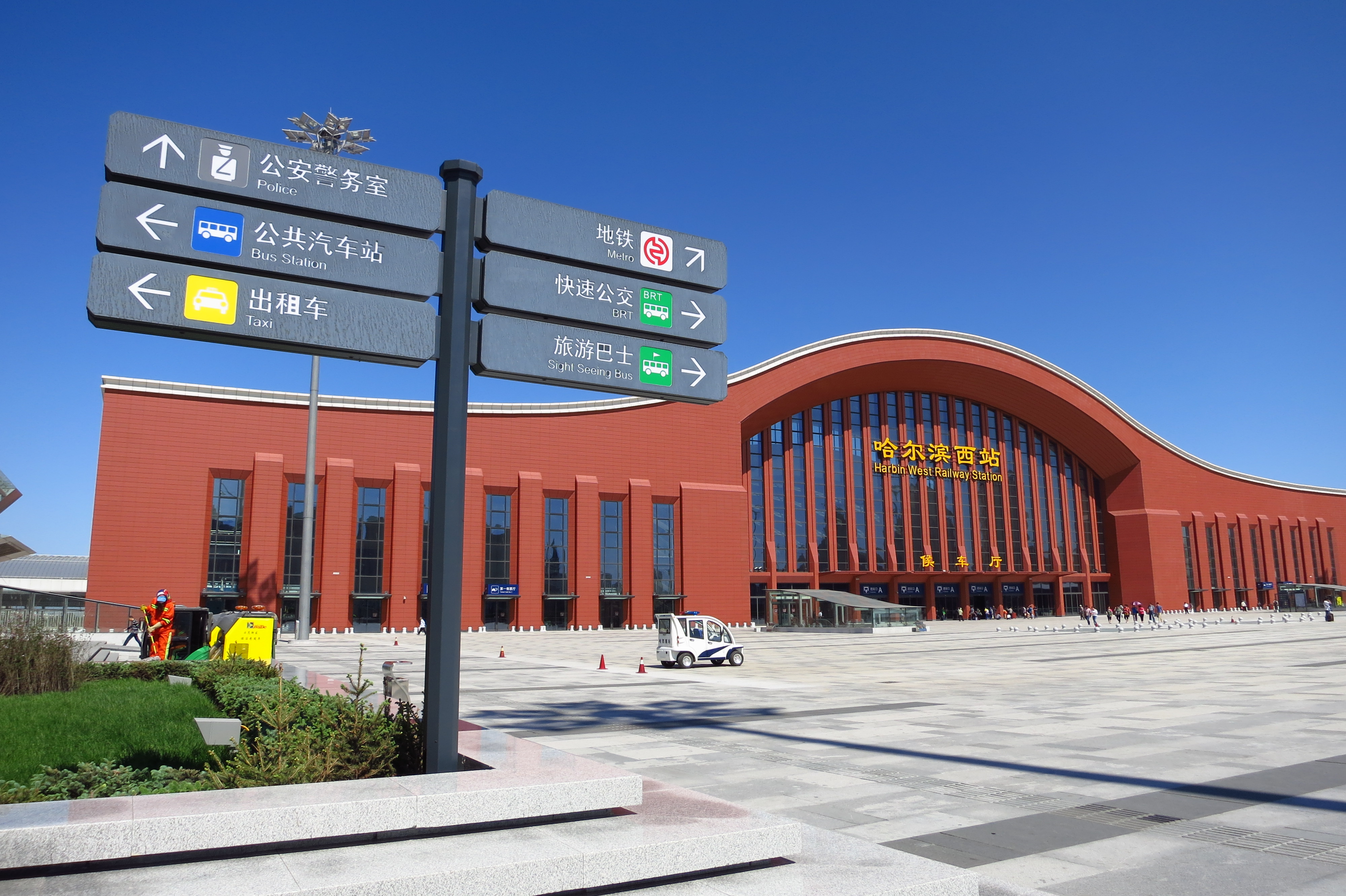
哈尔滨西火车站

| 站名       | 站台数 | 到发线数 | 等级   | 途经线路                                           | 所在地区 | 业务类别   |
| ---------- | ------ | -------- | ------ | -------------------------------------------------- | -------- | ---------- |
| 哈尔滨西站 | 10     | 22       | 特等站 | 京哈铁路                                           | 南岗区   | 客运       |
| 哈尔滨北站 | 10     | 16       | 一等站 | 滨洲铁路、哈齐高铁                                 | 松北区   | 客运       |
| 哈尔滨站   | 5      | 11       | 特等站 | 京哈铁路、滨洲铁路、 滨绥铁路、拉滨铁路、 滨北铁路 | 南岗区   | 客运、货运 |
| 哈尔滨东站 | 3      | 7        | 一等站 | 滨北铁路                                           | 道外区   | 客运、货运 |
| 滨江站     | 2      |          | 一等站 | 拉滨铁路、滨北铁路                                 | 道外区   | 货运       |
| 香坊站     |        |          | 一等站 | 拉滨铁路、滨绥铁路                                 | 香坊区   | 客运、货运 |
| 哈尔滨南站 |        |          | 一等站 | 京哈铁路                                           | 香坊区   | 货运       |
| 新香坊站   | 2      |          | 二等站 | 滨绥铁路                                           | 香坊区   | 客运、货运 |
| 孙家站     |        |          | 三等站 | 拉滨铁路                                           | 平房区   | 客运、货运 |
| 平房站     |        |          | 三等站 | 拉滨铁路                                           | 平房区   | 客运、货运 |
| 呼兰站     |        |          | 三等站 | 滨北铁路                                           | 呼兰区   | 客运、货运 |
| 阿城站     |        |          | 三等站 | 滨绥铁路                                           | 阿城区   | 客运、货运 |
| 玉泉站     |        |          | 三等站 | 滨绥铁路                                           | 阿城区   | 客运、货运 |
| 平山站     |        |          | 三等站 | 滨绥铁路                                           | 阿城区   | 客运、货运 |
| 东门站     |        |          | 四等站 |                                                    | 香坊区   | 客运、货运 |
| 成高子站   |        |          | 四等站 | 滨绥铁路                                           | 香坊区   | 客运、货运 |
| 王兆屯站   |        |          | 四等站 | 拉滨铁路、滨绥铁路                                 | 香坊区   | 客运、货运 |
| 王岗站     |        |          | 四等站 | 京哈铁路                                           | 香坊区   | 客运、货运 |
| 松北站     |        |          | 四等站 | 滨洲铁路                                           | 松北区   | 客运、货运 |
| 庙台子站   |        |          | 四等站 | 滨洲铁路                                           | 松北区   | 客运、货运 |
| 万乐站     |        |          | 四等站 | 滨洲铁路                                           | 呼兰区   | 客运、货运 |
| 对青山站   |        |          | 四等站 | 滨洲铁路                                           | 呼兰区   | 客运、货运 |
| 亚沟站     |        |          | 四等站 | 滨绥铁路                                           | 阿城区   | 客运、货运 |
| 太平桥站   |        |          |        | 滨北铁路                                           | 道外区   | 货运       |
| 江南站     |        |          |        | 滨北铁路                                           |          |            |
| 新松浦站   |        |          |        | 滨北铁路                                           |          |            |
| 徐家站     |        |          |        | 滨北铁路                                           |          |            |

## 公路
黑龙江省最大的公路客运站道外客运站占地2.8万平方米、为哈尔滨市公路主枢纽，是国家45个公路主枢纽之一。此外，市区内还有南岗客运站、哈西客运站、三棵树客运站、大桥客运站等主要公路客运始发站。

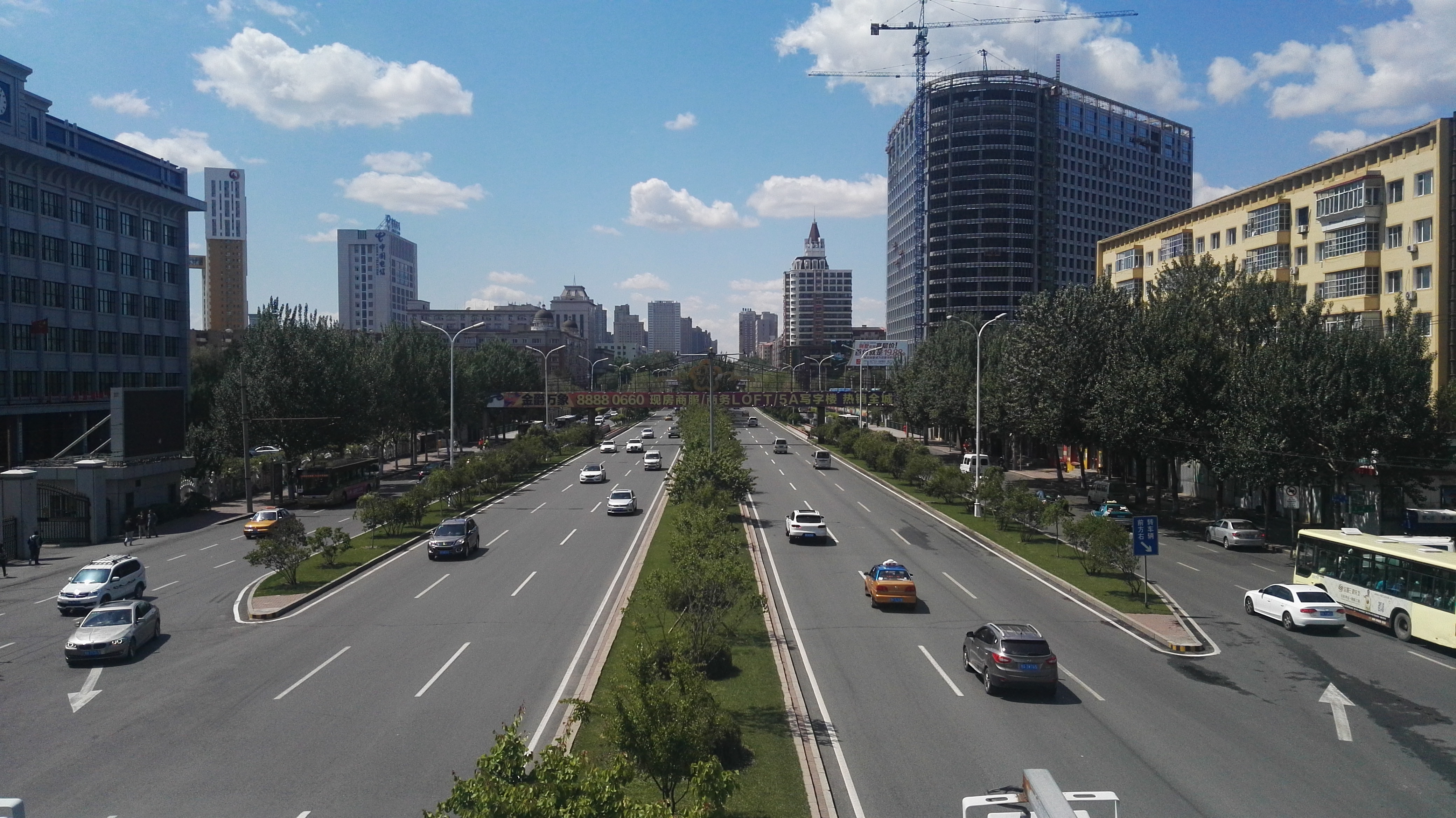
哈尔滨二环路西南段和兴路

哈尔滨城区内的环形快速路有内环、二环、三环（在建），此外还有哈尔滨绕城高速公路（G1001，四环）。哈尔滨内环路为城市核心地带的快速环路，由新阳路、田地街、南极街、承德街、宽城街、宣化街、文昌街、教化街、安发街的部分路段组成，全长12.5公里，其中高架路段8.5公里。哈尔滨二环路为城市快速环路，全长30.36公里，由康安路、和兴路、大庆路、电塔街、公滨路、南直路、北新街、大新街、友谊路、河图街、前进路组成，它贯通市区道里区、道外区、南岗区、香坊区四个区。哈尔滨三环路为城市快速环路，全长61.5公里，其中三环路江北段道路全长16.86公里已全线完工，江南段工程及西段跨江阳明滩大桥亦于2013年完工。惟剩三环东江桥及由三环东江桥北沙坨子至中原大道路段尚在修建中。哈尔滨市四环路全长91.94公里，自1998年起历时11年建设，于2009年9月全线贯通。

### 国道
- 京抚公路
- 黑大公路
- 哈同公路
- 哈伊公路
- 绥满公路

### 高速公路
国家高速
- 京哈高速
- 绥满高速
- 哈同高速
- 铁科高速（规划）
- 鹤哈高速
- 吉黑高速（在建）

省级高速
- 哈尔滨都市圈环线高速（S01）
- 依兴高速公路（S16）
- 哈肇高速公路（S22）（在建）
- 哈尔滨机场高速（S24）

## 民航

### 机场
哈尔滨马家沟机场位于哈尔滨市南岗区与香坊区交界处，中山路南端的东侧，面积560公顷，呈多边型草地机场。1930年代开始民用，开设4条航线。1950年，中国人民解放军将哈尔滨马家沟机场辟为空军机场，使该机场成为军民合用机场。由于该机场地处城市中心，净空条件极差，飞行安全无法保障，不适于民航班机飞行，因此，1950年代哈尔滨决定选址新建民航机场。
1975年10月，哈尔滨阎家岗机场开工建设，1979年4月1日投入运营，位于哈尔滨市西南郊。1994年该机场进行扩建，1997年6月扩建工程完工，1998年更名为哈尔滨太平国际机场。该机场地处东北亚中心位置，是中国东北地区乃至东北亚的重要空中交通枢纽之一，机场飞行区等级为4E，可起降各类大中型客机。
根据《全国民用机场布局规划》，国家将进一步完善哈尔滨机场的干线机场功能。2015年，哈尔滨机场共实现运输飞行起降10.8万架次，完成旅客吞吐量1405.4万人次，货邮吞吐量11.6万吨，同比分别增长11.2%、14.8%、9.0%。旅客吞吐量列东北地区第二位。但哈尔滨机场1997年改造后的设计吞吐量仅为667万人次，从2009年开始就已经超负荷运转。哈尔滨机场扩建主体工程已于2014年10月31日开工，预计2017年竣工并投入使用。工程按满足目标年2020年旅客吞吐量1800万人次、货邮吞吐量17.5万吨、年起降14.1万架次的使用需求设计，总投资46.19亿元。主要建设项目包括：
- 新建T2航站楼16万平方米，原有的6.6万平方米航站楼将扩建到10万平方米以上,新建机位45个[16]。
- 跑道及平行滑行道由3200米向南延长至3600米，并将装上二类盲降系统，主方向降落的飞机都能实现二类盲降。
- 在跑道和滑行道之间增加快速出口滑行道及垂直联络道。
- 同时相应扩建航站楼前站坪和停车场，新建或扩建相关生产辅助设施和后勤设施，对航站楼内的公用配套设施进行扩建等。

扩建后，哈尔滨机场可满足年旅客吞吐量1800万人次，货邮吞吐量17.5万吨的需要，年起降14.1万架次的使用需求。哈尔滨机场综合保障能力将得到较大提高。

### 航线
哈尔滨太平国际机场有班机飞往北京、台北、天津、上海、南京、青岛、温州、厦门、广州、深圳、沈阳、大连、西安、香港、齐齐哈尔等六十余个大、中旅游城市，还有国际联程航班飞往美国、俄罗斯、韩国、日本、新加坡、马来西亚、德国、英国、法国、西班牙、巴西、加拿大、阿联酋、希腊等国家的部分城市。

## 水运及过江通道
松花江哈尔滨港于1989年被国务院批准为一类开放口岸，成为东北内河最大的水陆换装枢纽港和国际口岸港，汽轮可从哈尔滨上溯到吉林市，沿嫩江可上溯至齐齐哈尔市，哈尔滨以下可通千吨以上的江轮，经俄罗斯远东地区出海。目前已经实现江海联运，可直达日本海，由于上游吉林省经济飞速发展，用水需求加大，并有规划调剂松花江水去缓解辽宁省缺水状况，加之吉林石化污染等因素，松花江哈尔滨段面临断流危险，目前的权宜之计是渠化松花江，建立多座水电站，大顶子山航电枢纽工程已完工，依兰航电枢纽工程2008年通过专家评审。
哈尔滨市已经建成、在建、和计划建设的跨松花江大桥共9座。这9座跨江桥从松花江上游至下游的排列顺序依次是王万联络线跨江大桥（货运铁路桥）、四方台大桥(四环绕城高速)、阳明滩大桥（西三环跨江大桥）、松花江公路大桥及其复桥松花江大桥、滨洲铁路桥（哈大齐城际铁路客运桥）、松浦大桥（道外区二十道街公路桥）、东江桥（滨北铁路桥，公路桥功能由于年久失修被废弃）、东三环跨江大桥（代替东江桥，将于2016年竣工）和下战备码头东四环跨江桥（绕城高速）。另外，根据规划，哈尔滨市的越江通道还将有哈尔滨地铁2号线和4号线和5号线等。

## 公共交通
哈尔滨市目前拥有国有和民营公交客运企业30余家，共有公交线路128条，公交客运车辆4600余台。

### 公共汽车
1917年初，俄罗斯商人购汽车30台，建立哈尔滨首条公共汽车客运线路。1950年代，公共汽车线路增至20条。1980年代，哈尔滨市政府及有关部门将社会闲置的大中型客车组织起来，开通联营线路。1983年5月，联运汽车51、52路同时正式开通。

### 有轨电车
1927年10月，哈尔滨有轨电车正式通车，两条线路里程14.24公里，往返车辆20台。1950年代，哈尔滨共有有轨电车线路8条，总营运里程41.98公里，有轨电车97台、拉车40台。此后，有轨电车逐渐被无轨电车取代。1987年，最后一条有轨电车停运，轨道完全拆除。
2004年，果戈里大街复建了一条有轨电车线路，始发站分别为圣阿列克谢耶夫教堂和儿童公园，票价2元。全线只有1辆车运营，车辆由哈铁内燃机械厂生产，并由龙江龙酒业冠名为“龙江龙号”。2008年因客流量不足停运2009年11月10日，“龙江龙号”被拆除运往亚布力滑雪场，现于桦南林业局百年蒸汽火车旅游区作为当地旅游景观。

### 无轨电车
1958年，哈尔滨开通无轨电车客运，并逐步替代有轨电车运营。1987年有轨电车停运时，已有9条无轨电车运营。
2000年左右，哈尔滨开始拆除电车线网，2008年，无轨电车完全退出营运，但哈尔滨市在部分路段保留了线网。
2012年底，有报道指哈尔滨将恢复117路有轨电车，并可能新开辟四条线路。但截至2018年，此時仍然不了了之。

### 出租车
1903年，出租车出现在哈尔滨街头，使哈尔滨成为中国最早拥有出租车的城市。1920年代哈尔滨已经拥有多家出租车营运企业，形成了完整的营运体系。1930年代，客运量不断增加，小汽车陆续从国外引进。1934年，哈尔滨共有出租车486台。1940年代经营惨淡，数量骤减。
2010年底，哈尔滨市新增出租车1000辆，目前，哈尔滨市共拥有出租车1.3万辆，出租车营运企业92家，起步价8元，3公里，超过3公里后每500米1元，另收1元燃油附加费（2012年5月1日起 燃油附加费增至2元），行驶单程超过12公里以上每公里调整为2.85元。主要车型有捷达、旗云（奇瑞）、菱帅（三菱）、赛豹（哈飞）、现代、富康、桑塔纳等。

### 地铁

#### 通车路段

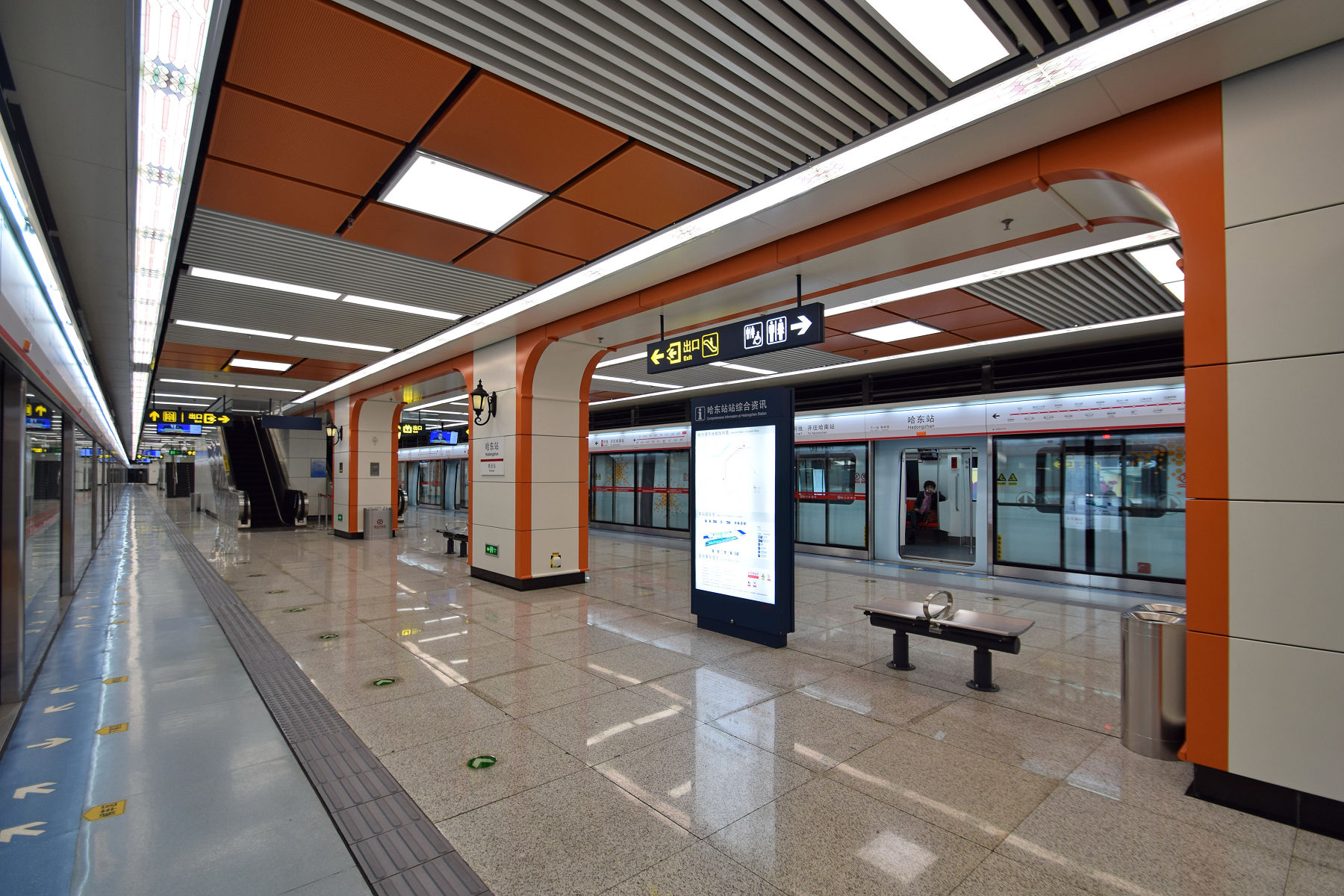
哈尔滨地铁哈尔滨东站

- 哈尔滨地铁1号线地下土建工程于2008年9月29日开工，原预定2012年底通车[28]，但由于工期延误，最终于2013年9月26日通车（博物馆站于2014年9月26日开通）[29]。城市中心段为东北-西南走向，全长17.48公里，设18座车站，一处车辆段，一处停车场[30]。三期工程将既有线路向南延伸至新疆大街站，线路全长8.54km，设5座车站。该路段于2014年9月20日开工建设[31]，并于2019年4月10日试运营。
- 哈尔滨地铁3号线一期工程（原哈西联络线）共5座车站于2011年4月11日开工，并于2017年1月26日通车[32]。
- 2019年4月10日，哈尔滨地铁1号线三期工程开通（既有地铁一号线向南延伸至新疆大街站，设5座车站，线路全长8.54km)[33]。
- 2021年9月19日，哈尔滨地铁2号线一期松北大学城站至气象台站开通，全长约28.7km，共设19座车站[34][35]。

#### 在建路段
- 哈尔滨地铁3号线二期工程线路全长32.181km，设30座车站，其中东南环设19座车站，该段已于2016年全面开工，预计2020年完工通车，西北环设11座车站，预计2022年完工并投入使用[36]。

#### 规划路段
2016年4月18日，哈尔滨地铁集团官方网站发布《哈尔滨市城市轨道交通二期建设规划（2017~2022年） 环境影响评价公示》，规划线路总长约85km，包括65座车站。此次环评线路包括：
- 1号线四期，东延既有线路2.6km至东北化工厂,共设2座车站。
- 2号线二期，北延既有线路9.8km至大连路，东延既有线路4.3km至民主村，共设11座车站，一处停车场。
- 4号线一期，前沙车辆段至马家沟停车场32.2km，共设27座车站，一处车辆段，一处停车场。
- 5号线一期，南京路至哈阿停车场36.1km，共设25座车站，一处车辆段，一处停车场。

全市早期曾远期规划九线一环10条线路，总长度340公里。除规划的九线一环之外还规划了至阿城区的轻轨地面线路，但随着2号线、3号线、4号线、5号线的详细规划出台并相继开工，与早期的规划已有巨大变化。此外哈尔滨市还在2015年和绿地集团签约修建6号线（群力新区-道外化工路，全长33km）和9号线（哈西客站-机场，全长28km），预定于2016年开工，但后期未有实质性提请环评及上报国家发改委审批等动作。

### 智轨系统
1号线于2022年2月28日试运营。该智轨运营公司为蜀道轨道集团所属川南轨道公司。2024年因升级改造暂停运营。